# Aleksandr Dvornikov
Aleksandr Vladimirovič Dvornikov (in russo Алекса́ндр Влади́мирович Дво́рников?; Ussurijsk, 22 agosto 1961) è un generale russo, dal aprile al ottobre 2022 alla testa delle operazioni russe in Ucraina.

## Biografia

### Carriera militare
Dopo essersi diplomato alla Scuola militare Suvorov di Ussurijsk nel 1978, Dvornikov entrò alla Scuola superiore di comando interforze di Mosca. Completati gli studi il futuro generale venne assegnato al Distretto militare dell'Estremo Oriente come comandante di plotone, progredendo poi come comandante di compagnia e capo di stato maggiore di battaglione. Diplomatosi successivamente all'Accademia militare M.V. Frunze, nel 1991 venne trasferito al Gruppo di forze sovietiche in Germania (GSVG) come vice comandante ed inseguito comandante del 154º Battaglione fucilieri motorizzato. Tornato in Russia nel 1994 dopo la dissoluzione del GSVG, nel 1995 Dvornikov divenne capo di stato maggiore e successivamente comandante del 248º Reggimento fucilieri motorizzato della 10ª Divisione corazzata "Urali-Lviv" nel Distretto militare di Mosca, per poi essere trasferito nel 1997 alla 2ª Divisione fucilieri motorizzata come comandante del 1º Reggimento. 
Nel 2000 fu trasferito nel Distretto militare del Caucaso settentrionale per ricoprire la carica di capo di stato maggiore della 19ª Divisione fucilieri motorizzata, diventandone poi il comandante ufficiale l'anno seguente. Dal 2003 al 2005 frequentò l'Accademia militare dello stato maggiore generale russo, venendo in seguito nominato vice comandante e successivamente capo di stato maggiore della 36ª Armata combinata. Dopo questo incarico ricoprì la carica di comandante della 5ª Armata combinata dal 2008 al 2010. Con la costituzione del Distretto militare orientale Dvornikov ne venne nominato vice comandante nel 2010. Nel 2012 venne trasferito al Distretto militare centrale come primo vice comandante e capo di stato maggiore, diventando per un breve periodo comandante ad interim tra il 9 novembre e 24 dicembre 2012 sostituendo il generale Valerij Gerasimov dopo la sua rimozione. In questo periodo il 13 dicembre Dvornikov fu elevato a tenente generale.
Il 13 dicembre 2014, con decreto presidenziale è stato promosso a colonnello generale.
Nel 2015 è diventato comandante delle forze armate impegnate nel conflitto in Siria. Per le sue controverse metodologie di comando delle truppe e di gestione dei conflitti avvenute sia in Siria ma anche in precedenza durante il suo impiego in Cecenia, è stato soprannominato come macellaio della Siria dalla stampa europea.

#### Guerra russo-ucraina
Ad inizio aprile 2022 Dvornikov è stato messo a capo delle operazioni militari russe durante l'invasione dell'Ucraina, ma è stato successivamente sollevato da tale incarico e sostituito dal colonnello generale Gennadij Židko.
Il 3 febbraio 2024, Dvornikov è stato nominato nuovo presidente della DOSAAF (società volontaria per il supporto alle forze militari russe) della Russia, sostituendo il colonnello generale Aleksandr Kolmakov.

## Vita privata
Il generale Dvornikov è sposato con Irina Erichovna con cui ha due figlie: Svetlana (1985), dipendente presso la direzione principale del Ministero delle situazioni di emergenza della Russia nella regione di Sverdlovsk, e Marija (1990), militare del Distretto militare meridionale.